# Anaphosia parallela
Anaphosia parallela là một loài bướm đêm thuộc phân họ Arctiinae, họ Erebidae.